# Hellebækgård
56°4′16.05″N 12°33′14.26″Ø / 56.0711250°N 12.5539611°Ø
Hellebækgaard nævnes første gang i 1576, som en bondegård under kronen og blev senere et gods. Gården ligger i Hellebæk Sogn i Helsingør Kommune. Hovedbygningen er opført i 1747-1748 ved Philip de Lange
Gården var i 1900 på 28 tønder hartkorn, 737 tønder land, deraf 513 ager og eng, 198 skov og 26 byggegrunde og have.
Hellebækgård, der siden 1768 havde været i den tyske slægt Schimmelmanns eje, overgik i 1949 til den danske stat i henhold til Lov nr. 132 af 30. marts 1946 om konfiskation af tysk og japansk ejendom.

## Industrihistorie
Kronen ejede i 1500-tallet et skovområde med et stort antal søer og moser, der havde udløb i Hellebækken. Fra Frederik  2.s tid udnyttedes vandresurserne til en vanddreven melmølle, og fra ca. 1600 var byen hjemsted for en omfattende våbenindustri, oprindelig i form af kanonstøberi, senere som geværfabrik under navnet Hammermøllen.
Fabrikken blev  udbygget i fabrikant Stephen Hansens tid (1701-70), og der opførtes bl.a. arbejderboliger i Bøssemagergade. Herefter købte staten Hammermøllen, men allerede i 1768 overtog H.C. Schimmelmann geværfabrikken, og den forblev i hans families eje indtil nedlæggelsen i 1870. I 1873 byggedes en klædefabrik, der som geværfabrikken tidligere var den største virksomhed i byen indtil lukningen i 1977. Hammermøllen blev siden rekonstrueret og gjort tilgængelig for publikum i 1982.

## Fredning
Hellebæksgårds bygninger blev fredet i 1918. Det omgivende landskab og skove, i alt 806 ha., blev naturfredet 1974. 
Hellebækgård blev konfiskeret af staten efter 2. Verdenskrig, og umiddelbart efter foreslog Danmarks Naturfredningsforening at landskabet blev fredet, først og fremmest for at bevare landskabet og sikre det mod bebyggelse samt give folk bedre adgangsmuligheder til stedet.
Fredningsnævnet mente, at arealerne på grund af deres sjældent smukke beliggenhed ud mod Øresund har haft en meget stor folkelig betydning. De udgør en af de få oaser, der endnu er bevaret på strækningen mellem Helsingør og Hundested.

## Ejere af Hellebækgård
- (1576-1588) Frederik 2.
- (1588-1648) Christian 4.
- (1648-1670) Frederik 3.
- (1670-1699) Christian 5.
- (1699-1730) Frederik 4.
- (1730-1743) Christian 6.
- (1743-1765) Stephan Hansen
- (1765-1766) Frederik 5.
- (1766-1768) Christian 7.
- (1768-1791) Heinrich Carl von Schimmelmann
- (1791-1835) Ernst Heinrich von Schimmelmann
- (1835-1900) Slægten von Schimmelmann
- (1900-1941) Werner von Schimmelmann
- (1941-1949) Heinrich Carl von Schimmelmann
- (1949-1951) Den Danske Stat
- (1951-) Fonden Det Kongelige Opfostringshus og Den Thorupske Stiftelse